# 홍건적의 고려 침공
홍건적의 고려 침공은 원나라에 쫓겨 요동으로 물러선 홍건적이 압록강을 건너 고려를 침공한 사건으로 1359년 12월에 1차 침공과 1361년 10월 2차 침공이 있었다. 또한, 1차 침공 이전에도 약 3천여 명의 홍건적이 압록강을 건너 식량과 물자를 약탈하기도 했다.
1359년의 1차 침공은 모거경이 4만여 명의 병력으로 침공했다가 70여 일 만에 대부분의 병력을 잃은 채 압록강을 건너 패주하는 것으로 끝났다.
2차 침공은 반성, 사류, 관선생, 주원수가 이끄는 20만여 명을 이끌고 침공하여 개경을 함락시키는 등 위력을 발휘했으나 안우, 김득배, 이방실 등의 활약으로 3개월 만에 10만여 명이 죽고, 10만여 명은 다시 압록강을 건너 도주하는 것으로 끝났다.
이 과정 중에 고려에서는 김용의 난이 일어나 공민왕이 암살당할 뻔한 위기를 겪기도 했으며, 이성계 등의 신흥 무인 세력이 성장하는 계기가 되기도 하였다.

## 침공 배경
1357년, 홍건적은 유복통의 인솔 아래 3개 군으로 나뉘어 대북벌을 개시하여 초반에 큰 승리를 거두기도 했으나, 원나라군의 반격과 내부 갈등으로 북벌이 좌절되면서, 홍건적 일부 세력들은 중앙의 통제를 벗어나 독자 행동을 벌이기 시작했다.
이 과정에서 관선생과 파두반의 홍건적이 원나라 여름 수도였던 상도(上都)와 주변 지역을 함락시키기도 했으나 1359년 주력부대가 주둔하던 변량(개봉)을 다시 원나라에 뺐기면서 요동으로 이동하게 되었다. 홍건적은 요양과 심양 일대의 고려 유민들과 물자를 이용하여 재기하고자 했지만, 고려 유민들은 홍건적을 거부하고 고려로 복귀하기 시작했다.
고려 조정은 이들을 서북면에 정착시켜 서북 지방의 방어력 강화를 꾀했는데 당시 홍건적은 안정적인 세력 기반을 갖지 못한 채 식량과 물자를 현지 조달에 의존했기 때문에 상황이 이렇게 되자 보복과 물자 확보를 위해 고려로 침공하게 된 것이다.

## 1359년의 1차 침공

### 침공 초기
홍건적은 침공에 앞서 공민왕에게 자신들에게 충성하라는 요구를 하기도 했고, 11월 말에 3000명이 압록강을 건너 북쪽 지방을 약탈하기도 했다. 이에 고려는 서북 지방의 방어력을 보강하고 경계 태세를 갖추기 시작했다.
12월, 모거경이 이끄는 4만여 명의 홍건적이 압록강을 건너 본격적으로 고려를 침공하기 시작했다. 침공 후 의주, 정주, 인주를 함락시킨 홍건적은 의주에서 양민 1천여 명을 학살하고, 정주에서는 도지휘사 김원봉을 살해했다.
인주를 점령한 홍건적은 철주를 공격하던 중, 안주군민만호 안우가 이끈 고려군의 반격으로 인주와 정주 일대로 물러났다. 홍건적은 다시 전열을 정비하여 1천여 명으로 선주를 공격했다. 그러나 안우의 고려군에게 또다시 패퇴했다. 안우군은 기세를 몰아 적진 깊숙이 진격했으나, 홍건적의 반격을 받고 퇴각했다.
이 무렵 홍건적이 장악한 청천강 북쪽 일대에서, 홍건적이 김진에게 공격당한 사건이 벌어졌다. 후방을 공격당한 홍건적은 더 이상 남진하지 못하고 일단 머무르게 되었다.

### 고려의 반격과 서경 탈환
고려 조정은 12월 중순 홍건적의 침략을 보고받았다. 공민왕은 총사령관격인 서북면 도원수에 이암(李嵒), 서북면 부원수에 경천흥, 서북면 도지휘사로 김득배, 서경윤에 이춘부, 서경존무사로 이인임을 임명하여 북쪽으로 급파했다.
그러나 이암이 서경에 도착했을 때, 중앙군의 집결이 아직 완료되지 않았고 이에 이암은 제대로 싸울 수 없다고 판단, 서경을 포기하기로 결정했다.
이 결정과 함께 이암은 청야전술로 홍건적이 사용할 수 있는 식량 및 물자를 불태우라는 지시를 내렸으나 오히려 적을 더 깊숙이 끌어들이는 결과를 빚을 것이라며 반대하는 호부낭중 김선치의 건의를 받아들여 물자들을 그대로 놔두고 황주 일대로 퇴각하여 전열을 정비하기로 결정한다.
홍건적의 목적이 물자 확보에 있음을 간파한 것으로, 모든 것을 파괴하는 청야전술과 반대로 홍건적에게 물자를 내주어 남진을 지연시키는 전략을 택한 것이다. 이 전략은 적중했고, 홍건적은 서경에 무혈입성한 후에 더 이상 남진하지 않고 서경에 머무르게 되었다. 이로써 고려군은 전력을 집결시켜 전투 준비를 갖출 시간을 갖게 되었다
이 무렵, 이암이 겁이 많아 지휘가 제대로 이루어지지 않는다는 이유로 평장사(平章事) 이승경(李承慶)이 대신 군대를 지휘하게 하였다. 아울러 전임 찬성사(贊成事) 권직(權適)에게는 승병을 거느리고 홍건적을 공격하게 했다.
1360년 1월 하순, 고려군은 2만의 병력으로 서경 탈환을 시도했다. 비록 고려군 사상자가 1천여 명에 달했지만, 홍건적은 수천 명이 전사하면서 서경을 버리고 북쪽의 용강과 함종 방면으로 패주했다. 1360년 2월, 안우의 고려군이 함종의 홍건적을 공격했다가 패했다.
그러나 2차 전투에서는 안우와 이방실이 이끄는 고려군이 홍건적 2만여 명을 사살하고 대승을 거두었다. 고려군은 여세를 몰아 이방실, 안우, 김득배가 함께 홍건적의 뒤를 추격했고, 홍건적은 태주, 귀주, 선주를 따라 북쪽으로 도주했고 마침내 고려군과의 마지막 전투에서 홍건적은 완전히 섬멸되었다.
4만 명의 홍건적 가운데 살아서 압록강을 건넌 자는 300명이었다. 이로써 고려는 대승을 거두었으며, 침략군을 몰아내는 데 성공했다.

### 고려의 피해
1차 침공에서 홍건적은 서북면을 장악하고, 서경까지만 진격했기 때문에 이남 지역은 큰 피해를 입지 않았다. 인명 피해는 민간인 1만여 명을 포함하여 2만 명에 달했다.

## 1361년의 2차 침공

### 침공 시작
1361년 10월, 원나라의 대대적인 공세에 쫓긴 홍건적은 하북 지방으로의 퇴로가 막혔다. 이에 반성(潘誠), 사류(沙劉), 관선생(關先生), 주원수(朱元帥)가 이끄는 20만 대군이 또다시 고려를 침공하는데, 홍건적의 2차 침공으로 압록강을 건넌 홍건적은 삭주와 이성을 함락한 후, 11월 초에 무주(영변)에 집결했다.

### 고려의 초기 대응과 개경 함락
1359년의 1차 침공 때와 같이 고려 조정은 다시 토벌군을 조직했는데 총사령관격인 상원수에 안우, 도병마사로 김득배, 서북면도지휘사에 이방실, 동북면도지휘사에 정휘(鄭暉)를 임명하고, 청천강을 방어선으로 삼았다.
이와 별도로 동지추밀원사 이여경은 개경으로 가는 길목인 절령(자비령)에 방어태세를 갖추게 했는데, 청천강 방어선이 무너지더라도 홍건적의 남진을 저지하여 시간을 확보할 목적이었다. 이어 군마를 징발하고, 병력 보충을 위해 모병 활동을 전개했다.
모병자에게는 혜택을 부여하여 선비나 향리에게는 벼슬을 주고, 노비는 논과 비단을 주거나 양민으로 상승시켜주기도 했다. 한편, 무주에 집결한 홍건적의 군세를 확인한 이방실은 홍건적과 전력 차이로 전투 지역의 주민 및 식량, 물자를 안전지대로 이동시켰다. 순천, 은산, 성천 3개 주와 양암(양덕), 수덕(양덕), 강동, 삼등, 상원 등 5개 현의 주민 및 물자를 절령 이남으로 대피시켰다.
이방실은 이어 홍건적과 전투에 돌입하여 박주, 태주, 개주(평남) 등지에서 홍건적에 피해를 입혔고, 상원수 안우는 연주에서, 조천주는 박주에서 홍건적 100여명을 사살하는 전과를 올렸다.
이는 본격적인 전투는 아닌, 산발적 소규모 전투였다. 고려군은 소규모 탐색전을 거친 뒤 안주 일대 방어선을 강화하는 작업에 들어갔다. 그러나 홍건적은 불시에 청천강을 일제히 도하하여 안주의 고려군을 격파했고, 고려군은 절령으로 패퇴했다.
하지만 홍건적은 11월 11일에 절령 방어선마저 돌파하는 데 성공했다. 이에 따라 공민왕은 복주(현재의 경상북도 안동)로 대피하게 된다.
개경 인근까지 쳐내려온 홍건적은 11월 24일 개경에 입성해 고려 궁궐인 만월대를 불태웠다. 그러나 홍건적은 개경 입성 이후 2개월간 더 이상의 남진을 시도하지는 않았다.

### 고려의 반격
홍건적이 개경에서 별다른 움직임을 보이지 않는 가운데, 고려는 전국적으로 20여만의 병력을 모병했다. 복주에 있던 공민왕은 정세운을 총병관(총사령관)으로 삼았다.
정세운은 1362년 1월, 동교 천수사(경기도 파주시 장단면 소재)에서 안우, 이방실, 이여경, 최영, 이성계 등에게 20만의 병력으로 개경을 포위하도록 했다.
개경 주둔 홍건적의 정예 병력은 개경 동쪽의 외성문인 숭인문에 포진하고 있었는데, 고려군은 대담하게도 적의 정예 부대를 제일 먼저 공격했다. 홍건적은 정예부대가 포진한 동문을 공격할 것이라고는 예상하지 않아 방심하고 있었다.
1월 18일 새벽, 고려군은 숭인문을 돌파하며 홍건적을 공격하기 시작했고 결국 이 전투에서 홍건적 수장 사류와 관선생을 비롯한 10만여 명이 사살되고, 고려군은 원나라 황제가 지니던 전국옥새(戰國玉璽)를 비롯한 무수한 전리품을 챙겼다.
개경 탈환 직후, 총병관 정세운이 김용의 음모로 안우와 이방실에게 살해당하는 사건이 터진다. 정세운을 시기한 김용이 공민왕의 칙서를 위조하여, 안우와 이방실에게 정세운을 죽이라고 명령한 것이다.
공민왕은 김용의 흉계에 넘어가, 안우와 이방실이 정세운을 죽인 것만을 보고받았다. 공민왕은 안우와 이방실이 임금을 기만하고 함부로 대신을 살해한 죄를 물어 이들을 처형하고 만다.
한편 개경을 탈환한 고려군은 홍건적을 매몰차게 몰아붙이진 않았다. 궁지에 몰린 홍건적이 필사적으로 저항해올 경우 고려군도 피해가 만만치 않을 것으로 예상했기 때문이었다.
이런 판단에 따라 고려군 지휘부는 의도적으로 동문인 숭인문과 동북쪽의 탄현문을 개방하여 퇴로를 열어주었다. 전의가 꺾인 홍건적은 이 두 갈래 길로 개경에서 도망쳐, 그대로 압록강을 건너 요동으로 패주했다. 고려군은 퇴로를 열어준 채 도처에서 요격과 추격을 지속하여 홍건적을 끊임없이 괴롭혔으며, 여름에는 홍건적의 수장 파두반을 사로잡는 성과를 거두었다

### 전후 처리
개경 환도 후, 공민왕은 전란에 공을 세운 275명에 대한 공신 책봉을 시행했다. 이 275명에는 공민왕이 개경 환도 직전 임시로 머무르고 있던 흥왕사에서 벌어졌던 김용의 난을 진압하는 데 공을 세운 인물들도 포함되어 있었다.
그러나 이들 중 문관은 12명에 불과했고, 275명 중에서 263명이 무관이었다. 이는 순전히 무신들을 위한 공신 책봉이었다.
이 과정에서 이성계를 비롯한 신흥 무인 세력이 자리를 잡을 수 있었고, 이후 계속되는 왜구 토벌 과정에서 기성세력인 권문세족에 대항하는 세력으로 성장할 수 있는 계기를 마련해주었다.
전후 처리 중 홍건적에 항복했던 양광도의 행정 구역에는 일부의 변화가 있었다. 수원부는 수원군으로 강등되고 수원부 산하의 4개 고을은 안성현으로 편입되었다. 그리고 안성현은 안성군으로 승격했다.
수원부가 강등된 것은 양광도의 지방 행정 구역 중 가장 먼저 홍건적에 항복했기 때문이었으며, 안성현이 안성군으로 승격한 것은 유일하게 홍건적에 항복하지 않고 싸웠기 때문이었다. 그리고 공민왕이 머물렀던 복주목(안동시)은 전란 중 임금을 극진히 모신 공을 치하하여 안동대호부로 승격되었다.

## 전후 영향과 평가

### 고려에 미친 영향
홍건적의 침략을 격퇴하는 과정에서, 고려는 서북 지방을 중심으로 많은 피해를 입었다. 특히 2차 침입 당시 홍건적에게 점령당한 수도 개경의 피해 또한 막심했다.
개경을 비롯한 서북 지방의 직접적 피해 이외에도, 공민왕이 남쪽으로 피신하고 홍건적을 격퇴하기 위해 군사를 징집하는 등의 전쟁 준비로 인한 출혈도 컸다.
남쪽의 왜구 침입과 더불어 1356년 이후 활발히 추진되던 공민왕의 개혁도 점차 쇠퇴해가면서 오히려 개혁 정치 이전으로 돌아가는 경향마저 보였다.
또한 왜구 및 홍건적을 격퇴하는 과정에서 이성계를 비롯한 신흥 무인 세력이 성장했고, 향후 고려의 정국은 이들 신흥 무인 집단과 사대부 집단, 그리고 기존 보수 권문세족 간의 갈등을 겪게 된다.
홍건적의 고려 침공은 고려에 막대한 타격을 주어 국운을 쇠퇴케 하여 고려 왕조의 멸망을 재촉하는 원인의 하나가 되기도 하였다.

### 군사적 측면의 평가
홍건적은 한족으로 구성된 농민군이었으나, 원나라 정규군과 전투를 통해 그들을 이기기 위한 전략과 전술을 습득한 군대였다. 당시 공민왕의 개혁 정치 이후 재건 과정에 있던 고려군은 20만 홍건적을 맞아 약 30만여 명의 인명 피해를 입는 피해를 입었다.
그러나, 당시 고려군이 보여준 전략은 일종의 수세전략으로서 열세의 전력으로 적의 진출을 가능한 한 지연시키고 적들을 안심시킨 후, 가용 병력을 집결한 후 기만과 기습을 통해 공세의 주도권을 잡아 승리를 거두는 것이었다.
특히 2차 침공 당시 홍건적의 퇴로를 일부러 열어주어 고려군의 불필요한 피해를 막으면서 동시에 “적을 국경 밖으로 축출한다.”라는 전략 목표를 달성하며 당시 고려군의 능력을 보여준 사건이라고 할 수 있다.

## 같이 보기
- 공민왕
- 태조 (조선)

## 참고 자료
- 《고려시대 군사전략》, 정해은 外, (국방부군사편찬연구소, 2006년 8월).
- 《신편 고려사절요》, 민족문화추진회 역/편집부 편 , (신서원, 2004년)